# Noli (Savona)
Noli (en lígur Nöi) és un comune (municipi) costaner de Ligúria, a la província de Savona, a uns 50 quilòmetres al sud-oest de Gènova per ferrocarril, a 4 msnm. L'origen del nom pot provenir de Neapolis, que significa "ciutat nova" en grec.

## Geografia
Els municipis limítrofs de Noli són Finale Ligure, Spotorno i Vezzi Portio.

## Història
El nom Noli, testificat amb la forma Naboli en els documents més antics (entre 1004 i 1005), certament deriva d'una forma de Neapolis que significa "ciutat nova" en grec medieval (mateixa etimologia que per a Nàpols).
La República de Noli va ser una república independent des de 1193 fins a 1797. El 1239 es va convertir en seu d'un bisbe; més tard, la diòcesi es va unir amb la de Savona com la diòcesi de Savona-Noli. La invasió napoleònica de 1797 va posar fi a la sobirania de Noli.

## Llocs d'interès

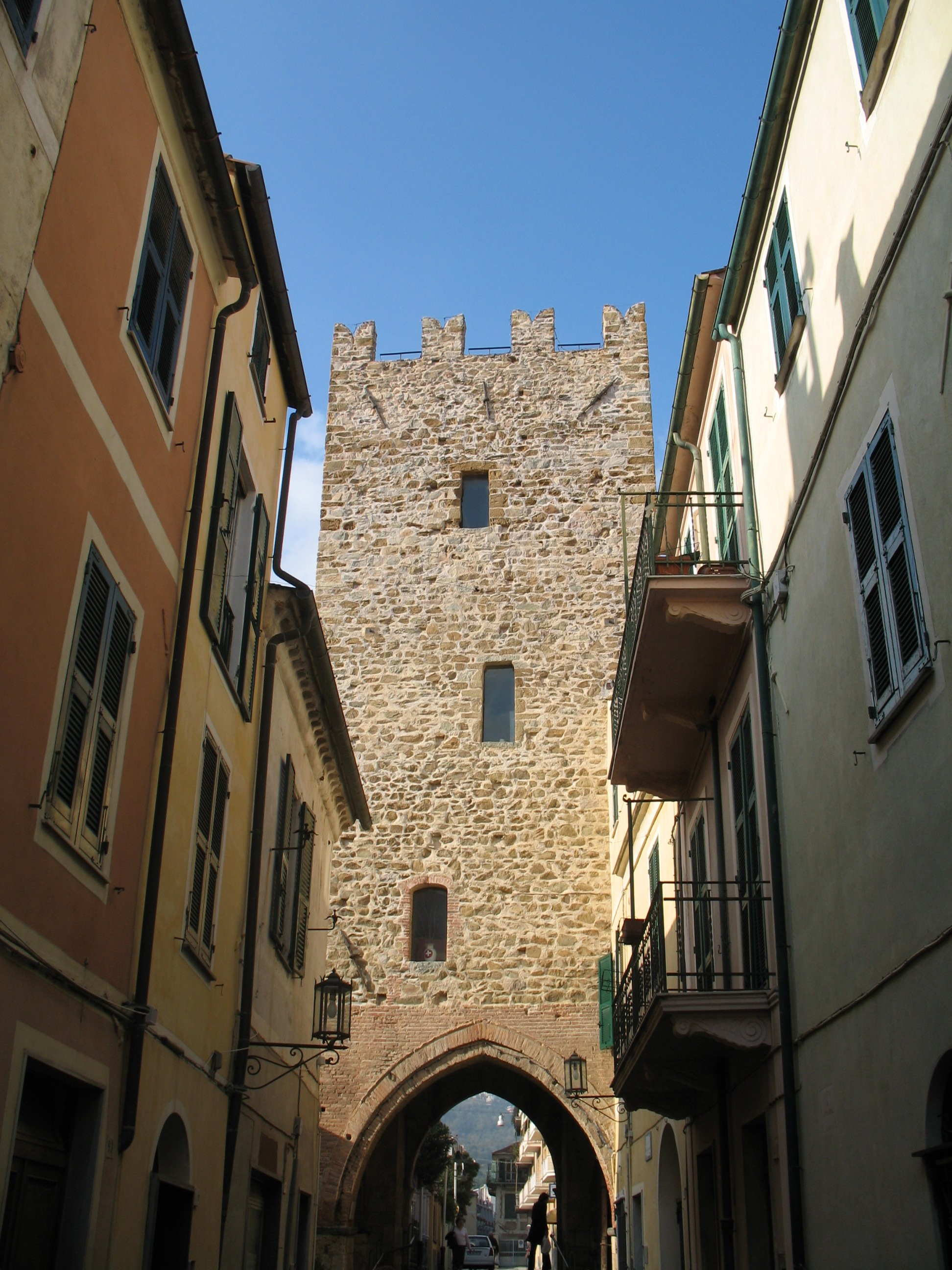

- Basílica romànica de S. Paragorio (segle xi)
- Casa familiar i annexa (segles XIV-XV)
- Torre i Porta Papone (segles XIII-XIV)
- Torre de quatre costats.

## Ciutats agermanades
Noli està agermanat amb:
- Langenargen, Alemanya (2005)

## Personalitats
- António de Noli, noble italià i explorador, descobridor d'alguns territoris de Guinea i illes de Cap Verd en nom de la corona portuguesa. [1] Nascut a Gènova el 1419, "de família amb orígens a Noli o al Castell de Noli".[2]